# Битки (село)
Битки — село в Сузунском районе Новосибирской области России.  Административный центр сельского поселения Битковский сельсовет.  До упразднения уездно-губернского деления волостной центр Чингинской волости.

## География
Расположено к юго-западу от Новосибирска и к северу от Барнаула.
Недалеко от Битков стояла деревня Белоглинка, вошедшая в черту села. Река протекающая через Битки — Черемшанка до 1980-х годов была шириной более 10-ти метров и глубина в некоторых местах достигала 6-8 метров.

## Топоним
Название села имеет несколько версий. Первая версия — крестьяне битые царем и поселение они своё определили именовать — Битково. Ещё есть версия, деревня Битки названа по фамилии первого заселенца Биткова, в основном почти больше половины деревень были названы по фамилии первых заселенцев или по названию рек и других достопримечательностей места. Есть и ещё одна версия появления названия села. Битковские мужики отличались атлетическим телосложением, недюжинной силой, могли похвастаться ею, а чтобы выделить достойного, устраивали кулачные бои, чем-то напоминающие современный бокс. Показать свою силу собирались богатыри со всей округи. С тех давних пор и прозвали их биткочами, а село Битками.

## История
Село основано в 1696 году.
С начала основания Битки входили в Томскую губернию, после в Новониколаевскую. До 1919 года село было одним из крупнейших сёл Новониколаевской губернии. Битки были центром Битковской волости. В марте 1932 года Битковский и Сузунский районы организовали в Лушниковский район, а уже в декабре 1932 Лушниковский район по постановлению ВЦИКа переименован в Сузунский, Битки вошли в состав Сузунского района.  В 1961 году, в результате объединения совхоза «Россия» и совхоза имени Свердлова, образуется Битковский совхоз. В 1991 году совхоз переименован в АОЗТ «Агрофирма Битки».

## Население
| 2002 | 2007  | 2010  |
| ---- | ----- | ----- |
| 1493 | ↘1258 | ↘1184 |

В 1991 году на территории села проживало 2892 человека. Но из-за резкого миграционного оттока и естественной убыли, население резко сократилось: в 2012 году 1371 человек. 

## Инфраструктура
Личное подсобное хозяйство с зоной сельскохозяйственного использования, индивидуальная застройка усадебного типа.
Основа экономики — сельское хозяйство.
На территории села работают: почтовое отделение, отделение сберегательного банка, отделение связи, больница, аптека, средняя общеобразовательная школа, детский сад, предприятие жилищно-коммунального хозяйства, лесничество, 8 магазинов, дом культуры, библиотека, пожарная часть.

## Достопримечательности
В селе находится памятник архитектуры регионального значения — лавка купчихи Смирновой, построенная в 1904 году.

## Транспорт
Село стоит на пересечение двух региональных автодорог.